# 北安普敦郡南區
北安普敦郡南（英語：South Northamptonshire），英國英格蘭東部區域北安普敦郡的一個非都市區（地方第二級區政府），區理事會所在地位於托斯特。
北安普敦郡南為人口稀少的鄉村區，在2000年，人口才突破8萬人。地區最大的城市是布萊克利。